# Modell der quasifreien Elektronen
Das Modell der quasifreien Elektronen (engl. nearly-free electron model, oft mit NFE-Modell abgekürzt), nach seinem Urheber Felix Bloch auch Bloch-Theorie genannt, ist ein theoretisches Modell in der Festkörperphysik zur Beschreibung von Leitungs- und Valenzelektronen in Festkörpern.
Es erweitert das Modell freier Elektronen durch ein schwaches periodisches elektrostatisches Potential zur näherungsweisen Beschreibung der positiv geladenen Atomrümpfe im Kristallgitter. Man setzt dabei zunächst die Periodizität der Energiebänder im reziproken Raum an, welche bei Berücksichtigung eines kleinen Gitterpotentials an den Zonengrenzen eine Bandlücke aufweisen. Die Darstellung erfolgt dabei im ausgedehnten, reduzierten oder periodischen Zonenschema.
Bereits diese recht simple Verbesserung erlaubt eine theoretische Vorhersage der Bandlücke und damit eine Einteilung der Festkörper in elektrische Leiter, Halbleiter und Isolatoren. Das Modell der quasifreien Elektronen bildet das Fundament des Bändermodells.
Wie im Modell freier Elektronen bleibt die Näherung unabhängiger Elektronen weiterhin bestehen, d. h., die elektrischen Wechselwirkungen der Elektronen untereinander werden nicht berücksichtigt. Darauf aufbauende Phänomene wie Supraleitung können mit diesem Modell nicht beschrieben werden.